# Marius Hudry
Pour les articles homonymes, voir Hudry.
L'abbé François Marius Hudry, né le 19 février 1915 à Saint-Jean-de-Belleville (Savoie) et mort le 7 juillet 1994 à Albertville (Savoie), est un érudit savoyard qui se définissait comme un « Prêtre, Tarin, Professeur et Résistant ».

## Biographie
Après des études au grand séminaire de Belley et de Moûtiers, il est ordonné prêtre en 1941. Mobilisé en 1939, devient un chef de section dans la résistance tarine.
Enseignant au collège de Saint-Paul-sur-Isère de 1941 à 1976, puis directeur de l'établissement à partir de 1968, il est principalement reconnu pour ses travaux sur la Savoie et plus particulièrement sur la vallée de la Tarentaise, dont il est originaire. Il devient le secrétaire perpétuel de l'Académie de la Val d'Isère, la société savante de la Tarentaise, en 1945, ainsi que le président de la société locale des Amis du Vieux Conflans (Conflans) en 1964. La même année, il est élu à l'Académie des sciences, belles-lettres et arts de Savoie, avec pour titre académique Effectif (titulaire). Il est d'ailleurs à l'origine de la constitution de l'Union des Sociétés Savantes de la Province de Savoie, qui verra le jour en 1970.
Il est président du Club des Savoyards de Savoie de 1972 à 1974,.
De 1976 à son décès, il est Archiviste diocésain de Tarentaise, organisant le Centre d'archives selon les normes de l'Association des Archivistes de l'Église de France.
En 1985, il est membre fondateur des Guides du patrimoine des Pays de Savoie.
Il est aussi à l'origine du « Groupe de Conflans », devenu « Amis des patois de Savoie » puis « Centre de la Culture Savoyarde », à l'origine de la promotion et d'une graphie du patois savoyard.

## Hommage
La ville d'Albertville possède une rue à son nom et la ville de Moûtiers a baptisé son Centre culturel Marius Hudry, siège actuel de l'Académie de la Val d'Isère, du Service Patrimoine et Culture de l'Office de Tourisme ainsi que du Musée des traditions populaires.

## Ouvrages
Hormis les nombreuses contributions dans les Cahiers du Vieux Conflans ou dans les revues des sociétés savantes de Savoie (Revue de Savoie), Marius Hudry est l'auteur de :
- Marius Hudry, Sur les chemins du baroque en Tarentaise, Chambéry/Montmélian, Facim / La Fontaine de Siloé, 2016 (réimpr. 2008) (1re éd. 1999), 335 p. (ISBN 978-2-84206-422-8, lire en ligne).
- Aristide Béruard, Marius Hudry, Juliette Châtel et Alain Favre, Découvrir l’Histoire de la Savoie, Centre de la Culture Savoyarde, 1998, 240 p. (ISBN 2-9511379-1-5).
- Marius Hudry, Le Guide de la Tarentaise, Besançon, La Manufacture, coll. « Guides de la Manufacture », 1991 (ISBN 2-7377-0292-5)
- 1986, Albertville à 150 ans, 1836-1986
- 1986, en collaboration avec Jean-Marc Ferley, Le dernier grand courant architectural savoyard : les églises néoclassiques sardes (1815-1860), Société Savoisienne d'Histoire, coll. "L'histoire en Savoie", 64 P.  (ISBN 2-00-008407-9)
- François Marius Hudry, Histoire des communes savoyardes : Albertville et son arrondissement (vol. 4), Roanne, Éditions Horvath, 1982, 444 p. (ISBN 978-2-7171-0263-5).
- 1971, Albertville et son histoire